# La verdad que lleva a vida eterna
La verdad que lleva a vida eterna (en original en inglés, The Truth That Leads to Eternal Life) es un libro publicado en 1968, en inglés y también en varias otras lenguas, fue publicado por la Sociedad Torre de Vigía de Biblias y Tratados de Pensilvania. El lanzamiento ocurrió en la conclusión del discurso: "Las 'Buenas Nuevas' de un Mundo sin Religión Falsa", proferido durante el programa de las Asambleas de Distrito de los Testigos de Jehová con el tema "Buenas Nuevas para todas las naciones", realizadas en varios países en 1968.

## Tirada notable
En su edición de 1990, el Libro Guinness de Récords incluyó este libro en el capítulo "Mayores Tiradas". El Guinness dice que en el mes de mayo de 1987, el libro “La Verdad” ya había alcanzado una tirada de 106.486.735 ejemplares impresos en 116 lenguas. Debido a ello este libro fue conocido como “la bomba azul”.
En 1983, el columnista Marco Antonio Birnfeld, del Jornal do Comércio de Porto Alegre, declaró que, entre los 12 mayores best sellers de todos los tempos, ocupaba el cuarto lugar el libro Verdad era el libro más distribuido en Europa, después de la Biblia. A pesar de haber sido sustituido por manuales de estudio posteriores, desde su lanzamiento el libro Verdad alcanzó una notable tirada de más de 107.000.000 de copias en 117 lenguas.

## Objetivo
De 1946 a 1968, los Testigos de Jehová usaban el libro Sea Dios Veraz, publicado por la sociedad Watchtower, como principal instrumento de sus cursos bíblicos domiciliares gratuitos, siendo publicados unos 19.250.000 ejemplares en 54 lenguas.
Este manual vino a ser sustituido por el libro Verdad que, según lo mencionado en su segunda página, era "Dedicado al Dios que es bondadoso con todo el que busca su verdad dadora de vida".
Este instrumento fue proyectado para envolver al estudiante, incentivándolo a aplicar lo que aprendía. En tres años, a partir del 1 de septiembre de 1968 hasta el 31 de agosto de 1971, un total de 434.906 personas fueron bautizadas, más del doble de las que se habían bautizado durante los tres años de servicio anteriores.
El libro de 192 páginas contenía 22 capítulos sobre asuntos tales como: "Lo sabio de examinar uno su religión", "¿Por qué envejecemos y morimos?", "¿Dónde están los muertos?", "¿Por qué ha permitido Dios la iniquidad hasta nuestro día?", "Cómo identificar la religión verdadera" y "Respeto piadoso a la vida y la sangre". El libro Verdad se destinaba a incentivar al estudiante de la Biblia a razonar sobre la materia considerada y aplicarla en su propia vida.
Finalmente, en 1982, el libro "Usted puede vivir para siempre en el paraíso en la Tierra" se convirtió en el principal compendio usado por los Testigos de Jehová para dirigir estudios bíblicos, siendo posteriormente sustituido por el libro "El conocimiento que lleva a vida eterna". A partir de 2005, fecha en que fue publicado, es usado el manual "¿Qué enseña realmente la Biblia?".